# Fòrum Democràtic dels Alemanys de Romania
El Fòrum Democràtic dels Alemanys de Romania (alemany Demokratisches Forum der Deutschen in Rumänien, romanès Forumul Democrat al Germanilor din România, DFDR) és un partit polític de Romania que representa els interessos dels alemanys de Romania. Té un escó dels 18 reservats als Partits de les Minories Ètniques de Romania.
Fou fundat el 1989 per a representar els diversos col·lectius aplegats com a alemanys de Romania: saxons de Transsilvània, suabis del Banat, suabis de Sathmar, alemanys de Bucovina, alemanys de Zipser, landler de Transsilvània i alemanys de Regat. Des del 2000 el DFDR ha obtingut representants a escala regional i local. A Sibiu (Hermannstadt) Klaus Johannis en va ser alcalde des del 2000 al 2014, i el 2004 va obtenir el 60,43% dels vots al consell municipal (16 dels 23 regidors). Al comtat de Sibiu té 11 dels 33 membres del consell de comtat. El 2004 també va aconseguir les alcaldies de les ciutats de Mediaş (Mediasch) i Cisnădie (Heltau), així com a alguns llogarrets del comtat de Satu Mare (Sathmar).

## Localitats amb alcaldes del DFDR
Des de 2004:
- Ciumeşti (Schamagosch)
- Cisnădie (Heltau)
- Foieni (Fienen)
- Petreşti (Petrifeld)
- Sibiu (Hermannstadt)
- Tiream (Terem)

## Membres del DFDR
- Martin Bottesch (President del consell comtal de Sibiu)
- Ovidiu Ganţ (Diputat romanès, 2007-2009)
- Klaus Johannis (Alcalde de Sibiu)
- Paul Philippi (Teòleg i president oel DFDR)
- Wolfgang Wittstock (Periodista i antic diputat)